# Amyema novae-brittaniae
Amyema novae-brittaniae är en tvåhjärtbladig växtart som beskrevs av Danser. Amyema novae-brittaniae ingår i släktet Amyema och familjen Loranthaceae. Inga underarter finns listade i Catalogue of Life.